# Acácio de Almeida
Acácio de Almeida (São João da Pesqueira, 29 de junho de 1938) é um director de fotografia português. O seu trabalho está intimamente associado ao de um bom número de realizadores do Novo Cinema português.

## Biografia
Acácio de Almeida nasceu em 1 de Junho de 1938,  em São João da Pesqueira (distrito de Viseu).
Depois de frequentar o ensino secundário em Viseu, muda-se para Lisboa em 1959. Começa a sonorizar filmes amadores em película de 9,5 mm, acabando por ingressar no Curso de Cinema do Centro Universitário de Lisboa.
Inicia-se como director de fotografia com a longa metragem de António da Cunha Telles, O Cerco (1970).
Bolseiro em 1977 da Fundação Calouste Gulbenkian em Paris, onde estagia com Néstor Almendros.
Acácio de Almeida é fundador do Centro Português de Cinema, em 1970 e da cooperativa Grupo Zero, logo após o 25 de Abril de 1974. Funda também a produtora Inforfilmes, em 1987.
A sua colaboração com realizadores internacionais, como Raoul Ruiz e outros, com que tem trabalhado com regularidade, dão-lhe reconhecimento internacional. É trabalho seu a fotografia de A Cidade Branca (1983) do realizador suíço Alain Tanner.
Como director de fotografia tem no currículo mais de uma centena de títulos portugueses, de realizadores como João César Monteiro, Ricardo Costa, Jorge Silva Melo, António da Cunha Telles, Paulo Rocha, Seixas Santos, João Botelho ou Manoel de Oliveira.
Acácio de Almeida recebeu o Prémio da Imprensa (1972), ou Prémio Bordalo, entregue pela Casa da Imprensa em 1973, na categoria "Cinema", como "Prémio de Fotografia", pelo seu trabalho no filme O Passado e o Presente (que recebeu o "Prémio de Longa Metragem") de Manoel de Oliveira. Na ocasião também foram distinguidos o sonoplasta Alexandre Gonçalves e as curtas-metragens A Chafarica e Sophia.